# Georges Vacher de Lapouge
Conde Georges Vacher de Lapouge (12 de diciembre de 1854 – 20 de febrero de 1936), fue un antropólogo francés eugenista y antisemita; Procureur de la République y profesor.
Georges Vacher de Lapouge, nacido el 12 de diciembre de 1854 en Neuville-de-Poitou (Vienne) y fallecido el 20 de febrero de 1936 en Poitiers (Vienne), fue una figura de la antropología que ejerció como profesor y posteriormente como bibliotecario.
Georges Vacher de Lapouge desarrolló la teoría racista (categorización racial) de Gobineau a finales del siglo XIX.
Ateo, anticlerical y activista socialista, fue uno de los fundadores del Partido Obrero Francés de Guesde antes de la  formación de la SFIO. 

## Biografía
Cuando era un joven estudiante de derecho en la Universidad de Poitiers, Vacher de Lapouge leyó a Herbert Spencer y a Charles Darwin, quienes, así como Arthur de Gobineau, Alphonse de Candolle, Ernst Haeckel y Francis Galton, influirían notablemente en él y en sus trabajos. En 1879 obtuvo el doctorado en derecho y se convirtió en juez en Niort (Deux-Sèvres) y fiscal en Le Blanc. Después, estudió historia y filología en la Escuela de Estudios Superiores en Ciencias Sociales, y aprendió varios idiomas como el acadio, egipcio, hebreo, chino y japonés en la Escuela del Louvre y en la Escuela de Antropología de París 1883-1886.
A partir de 1886, Vacher de Lapouge enseñó antropología en la Universidad de Montpellier, defendiendo la tesis eugenésica de Francis Galton, pero fue expulsado en 1892 debido a sus actividades socialistas (cofundó el Partido Obrero Francés de Jules Guesde y se presentó en 1888 a la alcaldía de la ciudad en las elecciones municipales de Montpellier). Trabajó más tarde como bibliotecario de la Universidad de Rennes hasta su retiro en 1922.

### Antisemitismo
Vacher de Lapouge consideraba a los judíos como los enemigos más temibles. Afirmó que «el único oponente peligroso del ario en el presente es el judío», pero según él, los judíos estaban destinados a ser vencidos porque eran incapaces del «trabajo productivo», estaban desprovistos de «sentido político» y de «espíritu militar».

## Algunas publicaciones
- (1878). Essai Historique sur le Conseil Privé ou Conseil des Parties. Poitiers: Impr. de A. Dupré.

- (1879). Du Patrimoine en Droit Romain et en Droit Français. Poitiers: Impr. de Marcireau et Cie.

- (1879). Essais de Droit Positif Généralisé. Théorie du Patrimoine. Paris: Ernest Thorin.

- (1885). Études sur la Nature et sur l'Évolution Historique du Droit de Succession. Paris: Ernest Thorin.

- (1896). Les Sélections Sociales. Paris: A. Fontemoing ("Social Selections").

- (1899). L'Aryen: Son Rôle Social. Paris: Albert Fontemoing ("The Aryan: his Social Role").

- (1909). Race et Milieu Social: Essais d'Anthroposociologie. Paris: Marcel Rivière ("Race and Social Background: Essays of Anthroposociology").

### Artículos
- (1886). "L'Hérédité," Revue d'Anthropologie 1, 512–521.
- (1887). "La Dépopulation de la France," Revue d'Anthropologie 2 (1): 69–80.
- (1887). "L'Anthropologie et la Science Politique," Revue d'Anthropologie 2 (2): 136–157.
- (1887). "Les Sélections Sociale," Revue d'Anthropologie 2 (5): 519–550.
- (1888). "De l'Inégalité Parmi les Hommes," Revue d'Anthropologie 3 (1): 9–38.
- (1888). "L´Hérédité dans la Science Politique," Revue d'Anthropologie 3 (2): 169–181.
- (1915). "Le Paradoxe Pangermaniste", Mercure de France, Tomo 111, No. 416, 640–654.
- (1923). "Dies Irae: La Fin du Monde Civilise," Europe 9 (October 1): 59-61.